# Abertyleri
Abertillery (en gal·lès: Abertyleri) és un poble al comtat distrital de Blaenau Gwent, i el comtat preservat de Gwent, al sud de Gal·les, originalment en Great Western Railway. La seva població va créixer ràpidament durant el període del desenvolupament de les mines a Gal·les del Sud, sent 10.846 en el cens de 1891 i de 21.945 deu anys després. Es troba en el muntanyenc districte miner de Monmouthshire i Glamorganshire, a la vall de Ebbw Fach, i la població tradicionalment treballava en nombroses mines de carbó, foses i tallers de llauna, ara extintes. Més al nord a la mateixa vall es troben els pobles de Nantyglo i Blaina. El paisatge dels voltants limita amb el parc nacional de Brecon Beacons i el patrimoni mundial de Blaenavon.
Abertillery té un centre amb estil tradicional amb diverses escoles petites. Segons el Cens del 2011, el 4,8% dels 4.416 habitants (212 residents) del barri pot parlar, llegir i escriure gal·lès. Això es troba a sota de La xifra del comtat és del 5,5% dels 67.348 (3.705 residents) que saben parlar, llegir i escriure gal·lès. Notable pels seus escenaris rurals verges, Abertillery té com a veïns als petits districtes de Aberbeeg, Cwmtillery i Six Bells.